# Hoym
Hoym – dzielnica miasta Seeland w Niemczech, w kraju związkowym Saksonia-Anhalt, w powiecie Salzland. Położona nad rzeką Selke, między Quedlinburgiem, a Aschersleben. Przez dzielnicę przebiega droga krajowa B6.
Do 14 lipca 2009 Hoym było samodzielnym miastem należącym do wspólnoty administracyjnej Seeland.

## Współpraca
Miejscowość partnerska:
- Hatten, Dolna Saksonia